# Dönträsket
Dönträsket är en sjö i Luleå kommun i Norrbotten och ingår i Alåns huvudavrinningsområde. Sjön har en area på 0,0735 kvadratkilometer och ligger 49 meter över havet. Sjön avvattnas av vattendraget Dönträskbäcken.

## Delavrinningsområde
Dönträsket ingår i det delavrinningsområde (729440-176729) som SMHI kallar för Utloppet av Dönträsket. Medelhöjden är 79 meter över havet och ytan är 7,38 kvadratkilometer. Det finns inga avrinningsområden uppströms utan avrinningsområdet är högsta punkten. Dönträskbäcken som avvattnar avrinningsområdet har biflödesordning 2, vilket innebär att vattnet flödar genom totalt 2 vattendrag innan det når havet efter 18 kilometer. Avrinningsområdet består mestadels av skog (78 procent) och sankmarker (13 procent). Avrinningsområdet har 0,07 kvadratkilometer vattenytor vilket ger det en sjöprocent på 1 procent.